# Junior Fernandes
Antenor Junior Fernándes da Silva Vitoria (ur. 4 października 1988 w Tocopilli) – chilijski piłkarz pochodzenia brazylijskiego grający na pozycji napastnika. Obecnie jest zawodnikiem tureckiego klubu Alanyaspor.
6 lipca 2012 roku podpisał pięcioletni kontrakt z Bayerem 04 Leverkusen, który zapłacił za niego 7 milionów euro.